# エミール・ブレイエ
エミール・ブレイエ（Émile Bréhier、1876年4月12日 - 1952年2月3日）は、フランスの哲学者。

## 生涯
1919年ソルボンヌ大学教授。主著に『哲学の歴史』（全7巻、1926-1932年）などがある。1928年のブリュッセルの講演で、物理学や数学にキリスト教的物理学やキリスト教的数学が存在し得ないように、過去にキリスト教的哲学（philosophie chrétienne）は存在しなかったし、本質的に存在し得ないと主張し、フランス哲学学会にキリスト教的哲学論争を引き起こした。これに強く反発した新トマス主義のジャック・マリタン、エティエンヌ・ジルソンらとの間で論争を繰り広げ、1931年のフランス哲学会での論争をピークにやがて論争自体は自然消滅していった。

## 訳書
- 『現代哲学入門』河野与一訳（岩波新書青版、1953年）
- 『哲学の歴史1　ギリシアの哲学』渡辺義雄訳（筑摩書房、1985年）
- 『哲学の歴史2　ヘレニズム・ローマの哲学』渡辺義雄訳（筑摩書房、1985年）
- 『哲学の歴史3　中世・ルネサンスの哲学』渡辺義雄訳（筑摩書房、1986年）
- 『初期ストア哲学における非物体的なものの理論』江川隆男訳（月曜社、2006年）